# ソネ (歌手)
ソネ（英: Sunye、朝: 선예、1989年8月12日 - ）は、韓国の歌手、女優。ガールズグループWonder Girlsの元リーダー、メインボーカル。本名はミン・ソネ（朝: 민선예、漢: 閔先藝、英: Min Sunye）。
2013年初頭に婚約者との結婚のため、Wonder Girlsでの活動を休止し、2014年12月にWonder Girlsと芸能界から正式に引退した。その後、2018年8月に芸能界に復帰し、Polarisエンターテインメントと契約した。2022年2月にPolarisエンターテインメントの子会社であるブロックベリークリエイティブと契約し、2022年7月26日にEP Genuineで正式にソロデビューした。

## デビュー前
1989年8月12日にソウル特別市に生まれる。Korea Arts High Schoolと東国大学校に通った。2001年、パク・ジニョンの"99% Challenge"プロジェクト中にJYPエンターテインメントによりスカウトされた。その後、2007年にWonder GirlsとしてデビューするまでJYPエンターテインメントでトレーニングを受けた。2AMのチョ・グォンやMiss Aのミンとともに、JYPエンターテインメントで最も長くトレーニングを行った研修生の1人であった。

## 経歴

### Wonder Girls
2006年にWonder Girlsの最初のメンバーであり、リーダー兼メインボーカルとしてデビューした。Wonder Girlsは2007年にデビューシングル"Irony"をリリースした。2013年1月26日、JYPエンターテインメントはソネがWonder Girlsとの公式プロモーションを停止し、韓国系カナダ人のフィアンセであるJames Parkと結婚することを発表した。このニュースに続いて、グループが解散しないこと、ソネが非活動の状態に関わらずグループのメンバーであることを発表した。

### 歌手としての経歴

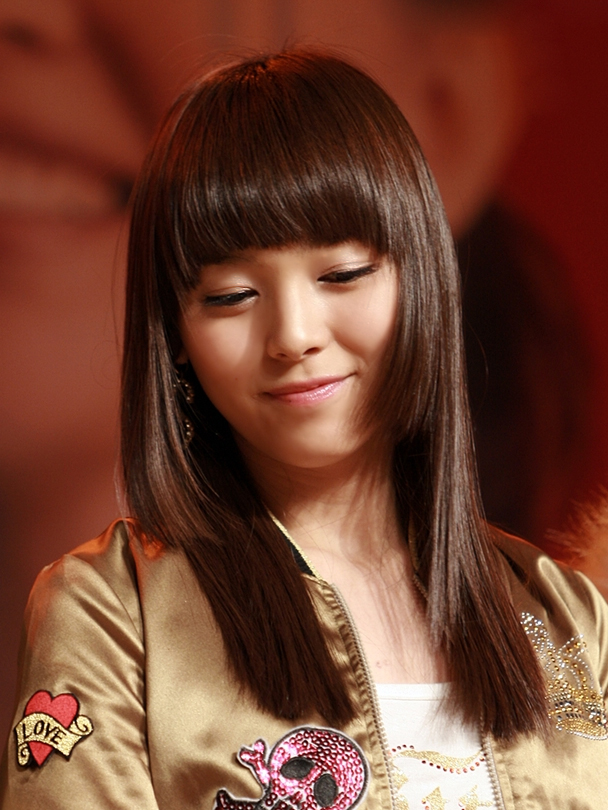
ソネ（2008年）

Mighty Mouthの"Energy"やパク・ジニョンの"Afternoon Separation"など様々な韓国のアーティストのトラックにボーカルとして参加している。KBSの人気ドラマ『ドリームハイ』のサウンドトラックのシングル"Maybe"をレコーディングした。2010年11月、JYP NationのデビューのタイトルトラックとしてJYPのレーベルメイトとともに"This Christmas"をレコーディングし、その後2010年12月1日にミュージックビデオがリリースされた。
レコーディングのコラボに加え、2008年にSBS歌謡大祭典においてダビチとテヨンとともに『スタンド・アップ・フォー・ラヴ』を披露するなど他のアーティストと共演している。2008年12月、KBS Music Bankでテヨン、ギュリ、ガインとともに"Buttons"を披露した。ソネは同じグループのイェウンとともにKBSの番組Yoon Dohyun's Love Letterでチョ・グォンとパク・ジニョンとコラボし『愛のハーモニー』を披露した。SBS人気歌謡の第500回のエピソードで、チョ・グォンと2AMの"This Song"をデュエットした。
2014年12月、非営利の教会コンサートで中央日報の米国支部とのインタビューにおいて、Wonder Girlsと芸能界から正式に引退すると述べた。これはJYPEにより虚偽として撤回されたが、そこから1年以内にJYPがソネがグループから脱退することを確認したという公式の声明を発表した。
2018年8月8日、Polarisエンターテインメントと契約し長い休業期間を経て芸能界に復帰することが発表された。
2021年、リアリティショーのMama the Idolのティーザーがリリースされ、ソネがメンバーの1人としてキャストされた。2021年12月10日にtvNで最初のエピソードが放送された。1月14日の放送ではメインボーカルの座を争い、最終的にソネが優勝した。1月28日にデジタルシングル"Mama The Idol"でデビューした。
2022年2月、Blockberry Creativeと契約した。
2022年7月12日、Blockberry Creativeはリードシングル"Glass Heart" と "Just A Dancer"とともに最初のミニアルバム Genuine を7月26日にリリースすることを発表した。"Glass Heart"は7月19日にプレリリースされた。
2022年8月25日、チョ・グォンとのコラボによるRibbon Projectにおけるリメイクである"My Regards"をリリースすることが発表され、8月28日にリリースされた。
2023年6月29日、自身のSNSにてBlockberry Creativeとの契約解除したことを発表。

## 慈善活動
他のWonder Girlsのメンバー同様、韓国の慈善団体、病院、孤児院に寄付を行うことがよくある。2010年9月、詐欺被害に遭い山にこもっていた老人を訪ね、ついて行ったプロデューサーによると、男性のために服、靴、ラジオ、食べ物などさまざまなプレゼントを用意し、その男性は体を洗っていなかったため悪臭がしたが、手をしっかりと握り長生きするよう頼み健康を祈ったという。
2011年5月、ハイチへの1週間のボランティアミッションに参加し、孤児院で子どもの世話をし、コレラの犠牲者を治療した。
2012年10月16日、ジョージ・ワシントン大学でゲストスピーカーを務め、K-popに関する講義「アイドルスターの幻想と責任」を行った。韓国大使館の韓国文化院がこのイベントを組織し、後援した。
2014年3月18日、夫とともに7月にハイチへ行き、そこで5年間宣教師としての仕事を続けることを発表した。
2018年1月28日、きれいな水が不足していること、気温が厳しいこと、公共の安全への懸念など子どもを育てるには条件が不利であるため、わずか2年半でハイチを離れたことが明らかになった。

## 私生活
子どものころに母が亡くなり、父が病気のため寝たきりであったため、祖父母に育てられた。2007年の秋、Wonder Girlsのシングル"Tell Me"のプロモーションの前に祖父が亡くなった。2009年10月に父が容体悪化のため集中治療室に運ばれた。このとき、当時住んでいたニューヨークから韓国への最初の飛行機に乗り、父親と一緒にいるために多くのプロモーションイベントを欠席した。2010年6月23日に父が20年以上の持病により亡くなった。
2013年、James Parkと結婚した。2013年10月16日に長女を出産した。2016年4月22日、次女を出産した。2019年1月30日に三女を出産した。
クリスチャンである。

## ディスコグラフィ

### ミニアルバム
- Genuine（2022年7月26日）